# Micronychiurus minutus
Micronychiurus minutus is een springstaartensoort uit de familie van de Onychiuridae. De wetenschappelijke naam van de soort is voor het eerst geldig gepubliceerd in 1932 door Denis.